# Nowe triki
Nowe triki (ang. New Tricks) – brytyjski serial kryminalny, premierowo emitowany na antenie BBC One, a w Polsce nadawany na kanale BBC Entertainment. Półtoragodzinny pilot został zaprezentowany 27 marca 2003, zaś emisja regularna trwa od 1 kwietnia 2004 i ma się zakończyć jesienią 2015. Według stanu na październik 2014, serial liczy 97 odcinków podzielonych na jedenaście serii, zaś seria dwunasta jest w produkcji.

## Opis fabuły
Sandra Pullman, ambitna oficer Metropolitan Police Service, dostaje karne przeniesienie na inne stanowisko po spektakularnej klęsce akcji, którą dowodziła. Zostaje mianowana dowódcą nowej, nie traktowanej przez przełożonych do końca poważnie, grupy dochodzeniowej, która ma wznawiać dawne śledztwa i rozwiązywać zapomniane już kryminalne zagadki. Ze względu na ograniczenia budżetowe, Pullman jest zmuszona zatrudnić jako pracowników cywilnych trzech emerytowanych policyjnych detektywów, z których dwóch odeszło ze służby z powodów dyscyplinarnych. Do grupy trafiają Jack Halford, były dowódca wydziału zabójstw; neurotyczny i ekscentryczny, lecz niezwykle inteligentny Brian Lane oraz Gerry Standing, typ twardego gliny w starym stylu. Przyzwyczajonej do nowoczesnych metod pracy policjantce nie jest łatwo współdziałać z kolegami, którzy choć wnoszą ogromnie dużo umiejętności i doświadczenia, swoim podejściem do zadań zupełnie nie przystają do współczesnej policji. 

### Zmiany w obsadzie
Powyższy skład głównych bohaterów serialu utrzymał się do końca serii 9, emitowanej w 2012 roku. Następnie trójka z czwórki głównych aktorów postanowiła opuścić serial, co fabularnie miało miejsce w kilku odcinkach serii 10. W serii 11 z pierwotnych bohaterów pozostał tylko Gerry Standing, ale i ta postać zniknie, decyzją grającego ją aktora, w serii 12, która będzie emitowana w 2015 roku. BBC ogłosiło, iż będzie to ostatnia odsłona serialu.

### Tytuł
Tytuł serialu, który można przetłumaczyć również jako "Nowe sztuczki", odwołuje się do angielskiego powiedzenia you can't teach an old dog new tricks, czyli "nie można nauczyć starego psa nowych sztuczek". Odwołanie to ma podkreślać ważny dla fabuły kontrast między nieco staroświeckimi metodami głównych bohaterów a współczesnością. 

## Główna obsada
- Alun Armstrong jako Brian Lane (2003-2012)
- Dennis Waterman jako Gerald "Gerry" Standing (2003-2015)
- James Bolam jako John Alan "Jack" Halford (2003-2013)
- Amanda Redman jako Sandra Pullman (2003-2013)
- Tamzin Outhwaite jako Sasha Miller (od 2013)
- Nicholas Lyndhurst jako Dan Griffin (od 2013)
- Denis Lawson jako Steve McAndrew (od 2012)